# Warcraft: O Primeiro Encontro de Dois Mundos
Warcraft: O Primeiro Encontro de Dois Mundos (em inglês:  Warcraft) é um filme sino-canado-norte-americano de 2016, dos gêneros ação, fantasia e aventura (cinema), dirigido por Duncan Jones para a Universal Pictures, com roteiro baseado na série de jogos eletrônicos Warcraft, da Blizzard Entertainment. 
Warcraft é estrelado por Ben Foster, Travis Fimmel, Paula Patton, Dominic Cooper, Toby Kebbell, Rob Kazinsky, Daniel Wu, Clancy Brown, Ben Schnetzer, Ruth Negga, Burkely Duffield, Daniel Cudmore e Callum Keith Rennie.
O filme foi anunciado pela primeira vez em 2006 com a parceria do projeto com a Legendary Pictures. Ele retrata a origem dos encontros iniciais entre os humanos e os orcs, com ênfase em ambos os lados do conflito e terá lugar em uma variedade de locais em Azeroth, o mundo onde se passam os jogos da série. Os efeitos visuais foram produzidos pela Industrial Light & Magic.
O filme teve sua estreia em 24 de maio de 2016 em Paris, e foi lançado no Brasil em 2 de junho.

## Sinopse
O mundo dos orcs está à beira da destruição. Liderados pelo mago Gul'dan, eles entram num portal que os leva a Azeroth, onde se envolvem num conflito com os humanos locais pelo território de Ventobravo.

## Elenco
- Travis Fimmel como Lothar
- Dominic Cooper como Rei Llane Wrynn
- Dylan Schombing como Príncipe Varian Wrynn
- Ben Foster como Mago
- Ben Schnetzer como Khadgar
- Ruth Negga como Lady Taria
- Toby Kebbell como Durotan
- Rob Kazinsky como Orgrim Martelo da Perdição
- Clancy Brown como Mão Negra
- Daniel Wu como Gul'dan
- Terry Notary como Grommash Grito Infernal
- Paula Patton como Garona Meiorken
- Dean Redman como Varis/Caged Lobo do Gelo
- Burkely Duffield como Calen, filho de Lothar
- Callum Keith Rennie como Tristão, o castelão que administra o reduto arcano de Medivh de Karazhan.